# Wattenweiler (Neuburg an der Kammel)
Wattenweiler ist ein Ortsteil des Marktes Neuburg an der Kammel im schwäbischen Landkreis Günzburg in Bayern.

## Geographie
Das Pfarrdorf am rechten Ufer der Günz liegt circa zwei Kilometer nordwestlich von Neuburg an der Kammel und wird von  der parallel zur Günz verlaufenden Kreisstraße GZ 19 durchquert.

## Geschichte
Wattenweiler wurde erstmals im Jahr 1178 erwähnt, als der Ministeriale Arnold von Wattenweiler mit Zustimmung seines Herrn, des Grafen Otto von Kirchberg, zweieinhalb Hufen in Hartberg an das Kloster Wettenhausen schenkte. Um die Mitte des 14. Jahrhunderts sind die Herren von Gerenberg teilweise Inhaber des Lehens zu Wattenweiler, das sie schon bald dem Kloster Edelstetten überlassen. Am 26. Oktober 1469 übertrug Herzog Siegmund Klaus Besserer von Ulm die Burg in Wattenweiler mit allen Leuten und Gütern als freies Eigentum.
1493 kaufte der Propst Ludwig des Klosters Wettenhausen von den Erben des Klaus Besserer die beiden Dörfer Wattenweiler und Höselhurst mit Kirchensatz. Im Zuge der Säkularisation fiel das Dorf 1803 an Bayern und wurde dem Landgericht Günzburg zugeschlagen.
Am 1. Mai 1978 wurde die bis dahin selbständige Gemeinde Wattenweiler mit dem am 1. Januar 1926 eingemeindeten Ortsteil Höselhurst in die Marktgemeinde Neuburg an der Kammel eingegliedert.

## Sehenswürdigkeiten
Siehe auch: Liste der Baudenkmäler in Wattenweiler
- Katholische Pfarrkirche Sankt Petrus und Paulus
- Katholische Wallfahrtskirche Maria Feldblume
- Schlosskapelle
- Bürgerheim Wattenweiler